# Keep On Singing
Keep On Singing – ósmy album studyjny zespołu The Kelly Family, wydany w 1989 r.

## Lista utworów[1]
1. "Sean O'Kelley" (śpiew: Patricia) – 7:26
2. "Motherhood" (śpiew: Kathy, John) – 4:05
3. "Take My Hand" (śpiew: Paddy) – 2:55
4. "Baby" (śpiew: Angelo, Dan, Paddy) – 3:23
5. "Une Famille C'est Une Chason" (śpiew: Dan, Paddy) – 3:04
6. "Lonely" (śpiew: John) – 3:20
7. "Madre Tan Hermosa" (śpiew: Dan) – 2:51
8. "Sick Man" (śpiew: Kathy) – 3:47
9. "Txiki" (śpiew: The Kelly Family) – 3:25
10. "Pee-Pee" (śpiew: Angelo, Dan) – 3:31
11. "Okey Papa" (śpiew: Dan, Jimmy, Paddy, Angelo) – 3:19
12. "Lies" (śpiew: Dan, Paddy) – 3:44
13. "Try And Forgive" (śpiew: Dan, John) – 3:28
14. "Hiroshima, I'm Sorry" (śpiew: Kathy, John, Patricia, Dan, Angelo, Maite, Paddy, Barby) – 4:55
15. "Greensleeves" (śpiew: Dan, Kathy) – 5:07

### Utwory bonusowe
W edycji "wzmocnionej" dodano teledysk koncertowy do piosenki "Take My Hand".